# Ecbasis captivi
Ecbasis cuiusdam captivi per tropologiam (Die Flucht eines Gefangenen, in sinnbildlicher Redeweise), meist kurz Ecbasis captivi, ist eine bedeutende lateinische Dichtung wohl aus der Mitte des 11. Jahrhunderts, die der Klosterliteratur zugerechnet und oft dem Benediktinerkloster St. Evre bei Toul zugeschrieben wird. Ansätze zur Frühdatierung setzen die Abfassung ins 10. Jahrhundert.

## Inhalt
In der Rahmenhandlung der aus 1170 Leoninischen Hexametern bestehenden Tierdichtung wird über die Flucht eines Kalbes berichtet, das in Gefangenschaft des Wolfes gerät, von anderen Tieren befreit wird und zum guten Schluss zur Mutter heimkehrt. Die darin eingebundene Binnenerzählung gibt eine von Äsop bekannte Fabel vom Fuchs wieder, der die Heilung des Löwen durch den Pelz des Wolfes empfiehlt.
Die sowohl allegorische wie auch satirische Geschichte ist die älteste Tierdichtung der deutschen Literaturgeschichte. Angespielt wird auf einen schlechten Klosterschüler/Mönch, der aus dem Kloster ausbricht, in der Welt Gefahr erlebt und reuig heimkehrt. Sie enthält eine Fülle weiterer zeitgeschichtlicher Anspielungen, gerade auf den Adel, sowie Zitate antiker Autoren, auch des Physiologus.

## Textausgaben
Zwei Handschriften des Werkes wurden von Jakob Grimm in Brüssel aufgefunden und 1838 herausgegeben.
- Ecbasis cuiusdam captivi per tropologiam. Hrsg. von Karl Strecker. Hahnsche Buchhandlung, Hannover 1935, Nachdruck 1956.
- Ecbasis cuiusdam captivi per tropologiam. – Die Flucht eines Gefangenen (tropologisch). Text und Übersetzung. Mit einer Einleitung und Erläuterungen hrsg. von Winfried Trillitzsch. Historisch erklärt von Siegfried Hoyer. B. G. Teubner Verlagsgesellschaft, Leipzig o. J.